# ونسان
ونسان به کره‌ای: 원산시) یک شهر و مرکز استان استان کانگوون می‌باشد که در کره شمالی واقع شده‌است.
شهر ونسان، بندر اقتصادی-نظامیِ استراتژیکی می‌باشد که در ساحل شرقی شبه جزیره کره، بر روی دریای شرقی کره (ژاپن)، و در فاصله‌ای ۲۱۰ کیلومتری در شرق پایتخت، پیونگ‌یانگ، و فاصله‌ای ۱۲۰ کیلومتری در شمال مرز بین دو کره قرار دارد. شهر وون‌سان، با جمعیتی حدود ۳۶۰ هزار نفر (سرشماری سال ۲۰۰۸ میلادی)، پنجمین شهر بزرگ کره شمالی می‌باشد. موقعیت استراتژیک این شهر، دلیل هدف قرار گرفته شدن، حصر، و تخریب تقریبا کامل آن توسط قوای سازمان ملل متحد تحت رهبری ایالات متحده آمریکا در طول جنگ کره بود.
در سال ۲۰۱۳ میلادی، اعلام شده که یکی از اهداف و پروژه‌های رهبر کره شمالی، کیم جونگ‌اون، اینست که با سرمایه‌گذاری و توسعه، شهر وون‌سال مبدل به یک شهر توریستی، با امکانات ساحلی تابستانی شود. در پی این هدف، فرودگاه و ایستگا‌ه‌های راه‌آهن این شهر، و مناطق گسترده‌ای از سواحل آن، توسعه یافته، و در سال ۲۰۲۵ میلادی، در منطقه‌ٔ شبه جزیرهٔ گالما، تفرجگاه توریستیِ جدید و وسیعی افتتاح شد.

## خصوصیات
وون‌سان ۳۱۴٫۴ کیلومترمربع مساحت و ۳۶۳٬۱۲۷ نفر جمعیت دارد.

## خواهرخوانده
شهر ولادی‌وستوک خواهرخواندهٔ وون‌سان هست.

## تاریخ شهر

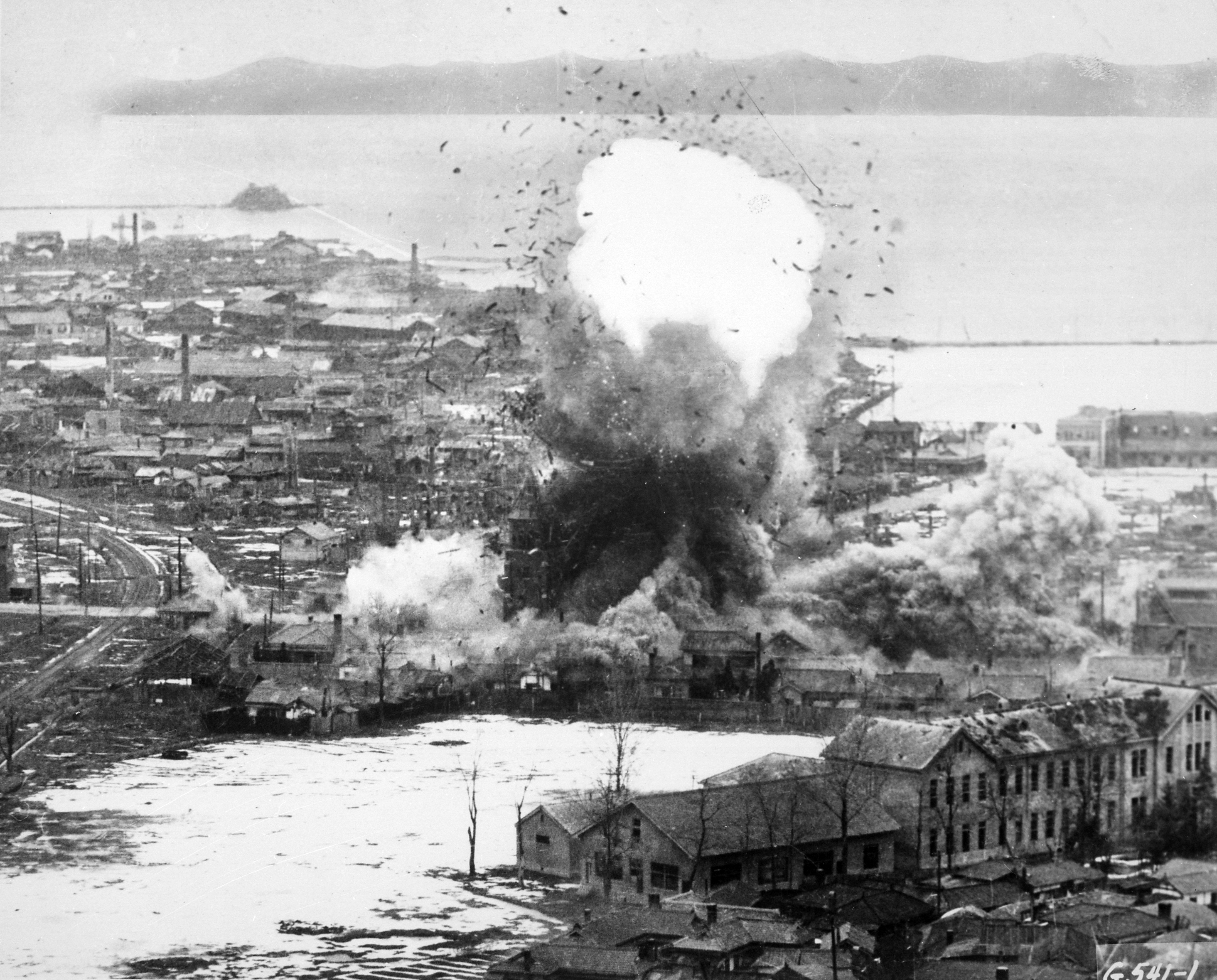
عکسی از بمباران تاسیسات انبار در شهر وون‌سان، توسط آمریکا

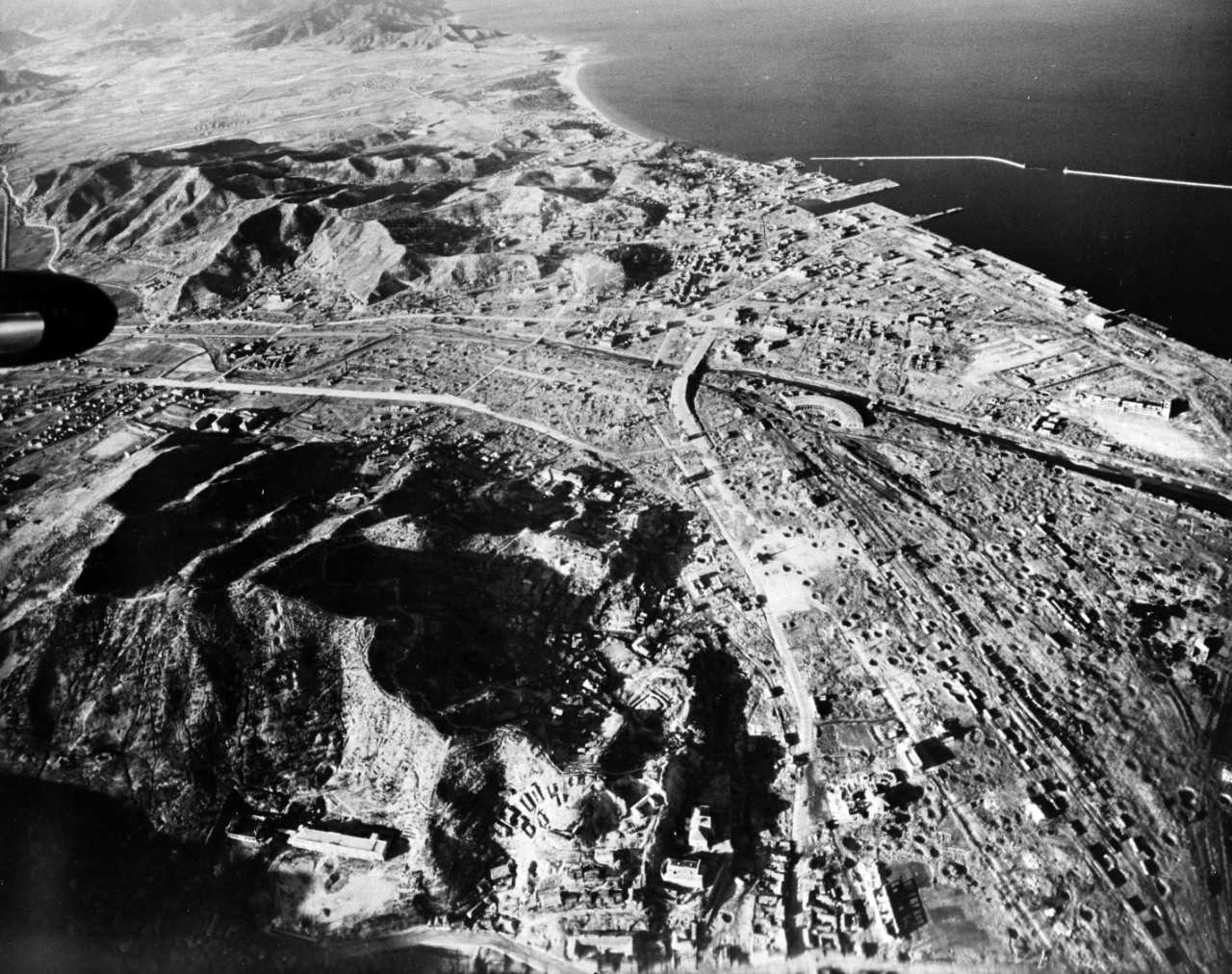
عکس هوایی از وون‌سان، تخریب گسترده و حفره‌های متعدد پس از «بمباران فرشیِ» آمریکا

در پی تحمیل قرارداد نابرابر و شبه‌استعماری موسوم به پیمان جزیرهٔ گانگهوا در سال ۱۸۷۶ میلادی توسط امپراتوری ژاپن، سه منطقهٔ بندری در پادشاهی چوسان برای کشتی‌های ژاپنی آزاد اعلام شد. این‌ها شامل بوسان، اینچون، و وون‌سان بود. شهر امروزیِ وون‌سان، در سال ۱۸۸۰ میلادی، به دلیل گسترش تجارت و آمدوشد کشتی‌های ژاپنی تاسیس شد و گسترش یافت.
دوران حاکمیت استعماری ژاپن بر کره (بین سال‌های ۱۹۱۰ و ۱۹۴۵ میلادی)، نقطه عطفی در توسعهٔ این شهر بود. موقعیت وون‌سان، آن را به یکی از اصلی‌ترین دروازهٔ دریایی ارتباطی بین ژاپن و اراضی تحت استعمار خویش تبدیل کرد. تحت استعمار ژاپن، این شهر با خطوط ریلی به سئول و پیونگ‌یانگ متصل شد، تاسیسات بندری و صنعتی متنوعی ساخته شد، و این شهر در نقش یک مرکز مهم توزیع و ترانزیت در امپراتوری گستردهٔ ژاپن حاضر شد.
پس از استقلال کره از ژاپن در سال ۱۹۴۵ میلادی، این کشور در طول مدار ۳۸ درجهٔ شمالی به دو نیمه تقسیم شد. در آن زمان، شهر وون‌سان در تابعیت استان هامگیونگ شمالی قرار داشت، و در تابعیت جمهوری دموکراتیک خلق کره قرار گرفت.
در سپتامبر ۱۹۴۶ میلادی، در تابعیت اداره مدنی شوروی، دولت کمیته خلق کره شمالی دست به اولین دور از اصلاحات تقسیماتی در کره شمالی زد. از آنجایی که استان گانگوون خود به دو نیم تقسیم شده بود، و در نیمهٔ شمالیِ آن، شهری که مرکزیت و اهمیتِ مورد نیاز برای استقرار مرکز اداری استان را داشته باشد وجود نداشت، شهر وون‌سان (و شهرستان‌های اطراف) از استان هامگیونگ شمالی جدا شده، و به عنوان مرکز اداری استان (شمالی) گانگوون، به آن ضمیمه شد.
در طول جنگ کره، به دلیل موقعیت استراتژیک آن، شهر وون‌سان هم به طور تقریبا کامل توسط قوای ارتش کره جنوبی و سازمان ملل متحد تحت رهبری ایالات متحده آمریکا تخریب شد، و هم توسط قوای سازمان ملل متحد تحت طولانی‌ترین حصر دریایی در تاریخ قرار داشت. موقعیت این بندر در شرق کره، آن‌ را تبدیل به معدود مناطقی می‌کرد که می‌توانست در صورت نیاز، کشتی‌های شوروی را میزبانی کند.
شهر وون‌سان، بین اکتبر و دسامبر ۱۹۵۰ میلادی، توسط قوای ارتش کره جنوبی اشغال شد، و در طول این اشغال، قوای کرهٔ جنوبی سیاست تعقیب و اعدام صحرائیِ افراد و خانواده‌های مظنون به داشتن تعلق به حزب کارگران کره و ادارجات دولتی جمهوری دموکراتیک خلق کره زدند. در پی ورود ارتش داوطلب خلق چین به جنگ و عقب‌نشینی قوای جنوبی و آمریکایی، به جهت جلوگیریِ کرهٔ شمالی و چین از بهره‌برداری نظامی از زیرساخت‌ها، شهر وون‌سان را تقریبا بطور کامل تخریب کردند.
از فوریهٔ سال ۱۹۵۱ میلادی، به مدت دو سال نیم (تا ژوئیهٔ ۱۹۵۳)، وون‌سان در حصر کامل دریایی قرار داشت، و مانند سایر شهرها و شهرک‌های شمال و مرکز کره، تحت بمبارانِ فرشی دائم توسط قوای هوایی آمریکایی قرار داشت.

## تقسیمات اداری
شهر وون‌سان به ۴۵ ناحیه و ۱۴ روستای تابعه تقسیم شده است.
| - ‌ ناحیه‌ها - بانگهاسان (방하산동، Panghasan-dong) - بونگچون (봉춘동، Pongch'un-dong) - بونگسو (봉수동، Pongsu-dong) - بونگماک (복막동، Pongmak-tong) - پوها (포하동، P'oha-dong) - پیونگهوا (평화동، P'yŏnghwa-dong) - تاپ (탑동، T'ap-tong) - جانگچون (장촌동، Changch'on-dong) - جانگدوک (장덕동، Changdŏk-tong) - جانگسان (장산동، Changsan-dong) - جوکچون (적천동، Chŏkch'ŏn-dong) - جونجین (전진동، Chŏnjin-dong) - جونگ‌چونگ (중청동، Chungch'ŏng-dong) - دوکسونگ (덕성동، Tŏksŏng-dong) - دونگ‌میونگسان (동명산동، Tongmyŏngsan-dong) - ریودو (려도동، Ryŏdo-dong) - ریول (률동، Ryul-tong) - ریونگها (룡하동، Ryongha-dong) - سامبونگ (삼봉동، Sambong-dong) - سانگ (상동، Sang-dong) - سوکهیون (석현동، Sŏkhyŏn-tong) | - ناحیه‌ها(ادامه) - سوگو (석우동، Sŏgu-dong) - سونگچون (송천동، Songch'ŏn-dong) - سونگنی (승리동، Sŭngni-dong) - سونگهونگ (송흥동، Songhŭng-dong) - سه‌گیل (세길동، Segil-tong) - شین‌پونگ (신풍동، Shinp'ung-dong) - شین‌سونگ (신성동، Shinsŏng-dong) - شینهونگ (신흥동، Shinhŭng-dong) - گالما (갈마동، Kalma-dong) - گوانپونگ (관풍동، Kwanp'ung-dong) - گوانگسوک(광석동، Kwangsŏk-tong) - گه‌سون (개선동، Kaesŏn-dong) - میونگساشیمنی (명사십리동، Myŏngsashimni-dong) - میونگسوک (명석동، Myŏngsŏk-tong) - نام‌سان (남산동، Namsan-dong) - نه‌وون‌سان (내원산동، Naewŏnsan-dong) - وائو (와우동، Wa'u-dong) - وون‌سوک (원석동، Wŏnsŏk-tong) - وون‌نام ۱ام (원남1동، Wŏnnam 1(il)-tong) - وون‌نام ۲ام (원남1동، Wŏnnam 2(i)-dong) - هه‌بانگ ۱ام (해방1동، Haebang 1(il)-tong) | - ناحیه‌ها(ادامه) - هه‌بانگ ۲ام (해방2동، Haebang 2(i)-dong) - هه‌ئان(해안동، Hae'an-dong) - یانگجی (양지동، Yangji-dong) - روستاها - جانگنیم (장림리، Changnim-ni) - جوکسان (죽산리 ، Chuksal-ri) - جونپیونگ (중평리، Chungp'yŏng-ni) - چونسان (춘산리، Ch'unsal-li) - چیلبونگ (칠봉리، Ch'ilbong-ni) - راکسو (락수리، Raksu-ri) - ریونگچون (룡천리، Ryongch'ŏl-li) - سامته (삼태리، Samt'ae-ri) - سانگجا (상자리، Sangja-ri) - سوسانگ (수상리، Susang-ni) - شین‌سونگ (신성리، Shinsŏng-ni) - نامچون (남천리، Namch'ŏl-li) - هیوندونگ (현동리، Hyŏndong-ni) - یونگسام (영삼리، Yŏngsam-ni) |

## تاریخ تقسیماتی
استان قدیمی هامگیونگ جنوبی به شکل مدرن آن در ماه اوت ۱۸۹۶ میلادی تاسیس شد. «شهرستان دوگوون» [덕원군] در تابعیت این استان قرار گرفت. 

### حاکمیت استعماری ژاپن بر کره
پس از برقراری حاکمیت استعماری ژاپن بر کره در سال ۱۹۱۰ میلادی، این استان، بدون تغییر خاصی، ادامه یافت. علاوه بر نام رسمی کره‌ای آن، «دوگوون»، نام ژاپنی آن نیز (تلفظ ژاپنی همان نویسه‌های چینی بازتاب‌دهندهٔ نام این استان)، شهرستان توکوگِن (به ژاپنی: 徳源郡، برگردان به لاتین: Tokugen-gun) به رسمیت رسید. 
در سال ۱۹۱۲ میلادی، «ولایت [بوُ/فوُ] وون‌سان/گِنزان» [원산부، 元山府] از «شهرستان دوگوون/توکوگِن» منفک و تاسیس شد، شامل ۶ قصبه: «بونه/فونای» [부내면، 府内面]، «جوکجون/سِکیدِن» [적전면، 赤田面]، «چونبوک/سِنپوکُو» [천북면، 川北面]، «ریونگ‌سونگ/ریُوجو» [룡성면، 竜城面]، «شمالی (بوک/هوکُو)» [북면، 北面]، «هیون/کِن» [현면، 県面].
در سال ۱۹۱۴ میلادی، بیشتر «ولایت [بوُ/فوُ] وون‌سان/گِنزان» مجددا جذب «شهرستان دوگوون/توکوگِن» شد. تمامی قصبه‌ها جذب آن شهرستان شدند. به عبارتی، سیاست تقسیماتی ژاپن در آن دوران، کوچک‌تر کردن محدودهٔ اداری شهری به خود شهر (تحت عنوان «ولایت (بوُ/فوُ)»)، و جداسازی مناطق حومه‌ای و روستایی به عنوان «شهرستان (گوُن)».
باقی‌ماندهٔ این ولایت، مشتمل از منطقهٔ شهری، ۱ ناحیه از «قصبهٔ جوکجون/سِکیدِن»: وائو/گاگیو [와우동، 臥牛洞]؛ و ۱۳ ناحیه از «قصبهٔ هیون/کِن»: جانگچون/چوسون [장촌동، 長村洞]، ریونگ/ریو [룡동، 龍洞]، سانجه/سانتئی [산제동، 山堤洞]، سانگ/جو [상동، 上洞]، سوگو/سِکی‌گیو [석우동، 石牛洞]، شینهونگ/شینکو سفلی [하신흥동، 下新興洞]، شینهونگ/شینکو علیا [상신흥동، 上新興洞]، گوانگسوک/کوسِکی [광석동، 光石洞]، گوان‌گیو/کان‌کیو [관교동، 関橋洞]، گیوها/کیوکا [교하동، 橋下洞]، میونگسوک/میوسِکی [명석동، 明石洞]، نامچون/نانسون [남촌동، 南村洞]، نامسان/نانزان [남산동، 南山洞].
در سال ۱۹۳۹ میلادی، اراضیِ بیشتری از «ولایت [بوُ/فوُ] وون‌سان/گِنزان» جدا شده و به «شهرستان دوگوون/توکوگِن» پیوستند، شامل سه ناحیه که با تقلیل به روستا، به «قصبهٔ جوکجون/سِکیدِن» ضمیمه شده، و دو ناحیه که با تقلیل به روستا، به «قصبهٔ هیون/کِن» ضمیمه شد.
در اکتبر سال ۱۹۴۳ میلادی، با انحلال شهرستان تاریخی «دوگوون/توکوگِن» [덕원군، 徳源郡] و تقسیم اراضی آن بین دو شهرستان «مونچون/بونسِن» [문천군، 文川郡] و «وون‌سان/گِنزان»، ۲ قصبهٔ این شهرستان ضمیمهٔ وون‌سان شدند، شامل: «جوکجون/سِکیدِن» [적전면، 赤田面]، «هیون/کِن» [현면، 県面].
در ژوئیهٔ سال ۱۹۷۲ میلادی، شهرستان مونچون منحل شد، و اراضی تابعهٔ آن بین شهر وون‌سان و شهرستان چونّه تقسیم شد. در طول این پروسه، ۱۲ روستا و ۷ منطقهٔ کارگری ضمیمهٔ شهر وون‌سان شدند. 
این ۱۲ روستا شامل: 
1. بوبانگ [부방리]
2. جوکسان [죽산리]
3. داپچون [답촌리]
4. ریونگتان [룡탄리]
5. ریونگ‌جونگ [룡정리]
6. سامدونگ [삼동리]
7. سامیل [삼일리]
8. شینان [신안리]
9. شین‌سوٰنگ [신성리]
10. گیوسونگ [교성리]
11. نامچانگ [남창리]
12. یونگسام [영삼리]

و ۷ منطقهٔ کارگری شامل:
1. اوکپیونگ [옥평로동자구]
2. سونگمون [성문로동자구] (پیش از این، در تابعیت مونچون، بخشی از شهرکِ «مونچون» [문천읍] بوده، که منحل و تقسیم شد.)
3. گاپیونگ [가평로동자구] (پیش از این، در تابعیت مونچون، روستا [가평리] بوده، که ارتقاء یافت)
4. گائون [가은로동자구]
5. گوئام [고암로동자구] (پیش از این، در تابعیت مونچون، روستا [고암리] بوده، که ارتقاء یافت)
6. مون‌پیونگ [문평로동자구]
7. مونچون [문천로동자구] (پیش از این، در تابعیت مونچون، بخشی از شهرکِ «مونچون» [문천읍] بوده، که منحل و تقسیم شد.)

در ماه مه ۱۹۷۴ میلادی، دو عدد روستای دیگرِ سابقا در تابعیتِ مونچون، از شهرستان چونّه جدا شده و ضمیمهٔ شهر وون‌سان شدند، شامل «دوکهونگ» [덕흥리] و «سوکجون» [석전리].
در همان تاریخ، ۷ منطقهٔ کارگری فوق‌الذکر، به «ناحیه» در تابعیت وون‌سان ارتقاء یافتند؛ اوکپیونگ [옥평동]، سونگمون [성문동]، گاپیونگ [가평동]، گائون [가은동]، گوئام [고암동]، مون‌پیونگ [문평동]، مونچون [문천동].
در ژوئن سال ۱۹۷۶ میلادی، مجدداً شهرستان مونچون در تابعیت استان گانگوون تأسیس شد.
در طول این پروسه، از شهر وون‌سان ۷ ناحیهٔ فوق‌الذکر و ۱۱ روستا (از ۱۴ روستا)، به علاوهٔ تعدادی روستا از شهرستان چونّه ادغام شده و شهرستان مونچون را تشکیل دادند.
۲ ناحیهٔ «سونگمون» و «مونچون» ادغام شده و «شهرک مونچون»، مرکز این شهرستان جدیدالتاسیس، را تشکیل دادند.
۵ ناحیهٔ دیگر، یعنی «اوکپیونگ»، «گاپیونگ»، «گائون»، «گوئام»، و «مون‌پیونگ»، به سطح «منطقهٔ کارگری» برگشته و به مونچون پیوستند.
۱۱ روستا، شامل «بوبانگ»، «داپچون»، «دوکهونگ»، «ریونگتان»، «ریونگ‌جونگ»، «سامدونگ»، «سامیل»، «سوکجون»، «شینان»، «گیوسونگ»، و «نامچانگ» از شهر وون‌سان ضمیمهٔ این شهرستان جدیدالتاسیس شدند. 
از روستاهای سابقاً متعلق به مونچون، سه روستای «جوکسان»، «شین‌سوٰنگ»، و «یونگسام» در تابعیت شهر وون‌سان باقی ماندند.